# Celliphine Chepteek Chespol
Celliphine Chepteek Chespol (* 23. März 1999 im Mount Elgon District) ist eine kenianische Langstreckenläuferin, die sich auf den Hindernislauf spezialisiert hat.

## Sportliche Laufbahn
Celliphine Chespol feierte ihren ersten internationalen Erfolg im Alter von 16 Jahren mit dem Titelgewinn im 2000-Meter-Hindernislauf bei den Jugendweltmeisterschaften 2015 in Cali. Im folgenden Jahr gab sie mit einem siebten Platz beim Shanghai Golden Grand Prix ihr Debüt in IAAF Diamond League und erzielte mit 9:24,73 Minuten über 3000 Meter Hindernis eine Weltbestleistung in der Altersklasse U18. Bei den Juniorenweltmeisterschaften in Bydgoszcz drei Monate später siegte sie mit großem Vorsprung. Außerdem gewann sie den 3000-Meter-Hindernislauf im Rahmen des ISTAF Berlin. 2017 wurde Chespol bei den Crosslauf-Weltmeisterschaften in Kampala Dritte im Juniorinnenrennen und führte die kenianische Mannschaft zur Silbermedaille in der Teamwertung. Beim Prefontaine Classic in Eugene gewann sie den Hindernislauf in der Juniorenweltrekordzeit von 8:58,78 Minuten und setzte sich damit auf den zweiten Platz der ewigen Weltbestenliste. Bei den Weltmeisterschaften in London belegte sie in 9:15,04 Minuten den sechsten Platz. Bei den Crosslauf-Afrikameisterschaften 2018 in Ech Cheliff siegte Chespol im 10-Kilometer-Rennen der Frauen. Gut drei Wochen später gewann sie bei den Commonwealth Games in Gold Coast hinter der Jamaikanerin Aisha Praught die Silbermedaille im Hindernislauf. Im Juli verteidigte sie ihren Titel im Hindernislauf bei den U20-Weltmeisterschaften in Tampere erfolgreich und lief mit ihrer Siegerzeit von 9:12,78 Minuten einen neuen Meisterschaftsrekord. Bei den Afrikameisterschaften in Asaba belegte sie hinter der Weltrekordhalterin Beatrice Chepkoech den zweiten Platz. 
2019 wurde sie bei den Shanghai Diamondleague in 9:11,10 min Zweite, wie auch beim Müller Grand Prix in 9:06,76 min. Ende September erreichte sie bei den Weltmeisterschaften in Doha das Finale und kam dort nicht ins Ziel. Im Jahr darauf bestritt sie keine Wettkämpfe und 2021 siegte sie in 9:30,55 min beim Kip Keino Classic. 2022 klassierte sie sich bei den Weltmeisterschaften in Eugene mit 9:37,34 min im Finale den 13. Platz.
Chespol wird von ihrem Ehemann Boniface Ndiwa trainiert.

## Persönliche Bestleistungen
- 3000 m Hindernis: 8:58,78 min, 26. Mai 2017, Eugene (U20-Weltrekord)
- 10-km-Straßenlauf: 31:42 min, 20. April 2019, New Orleans